# Bualale
Bualale ist ein osttimoresischer Suco im Verwaltungsamt Quelicai (Gemeinde Baucau).

## Geographie

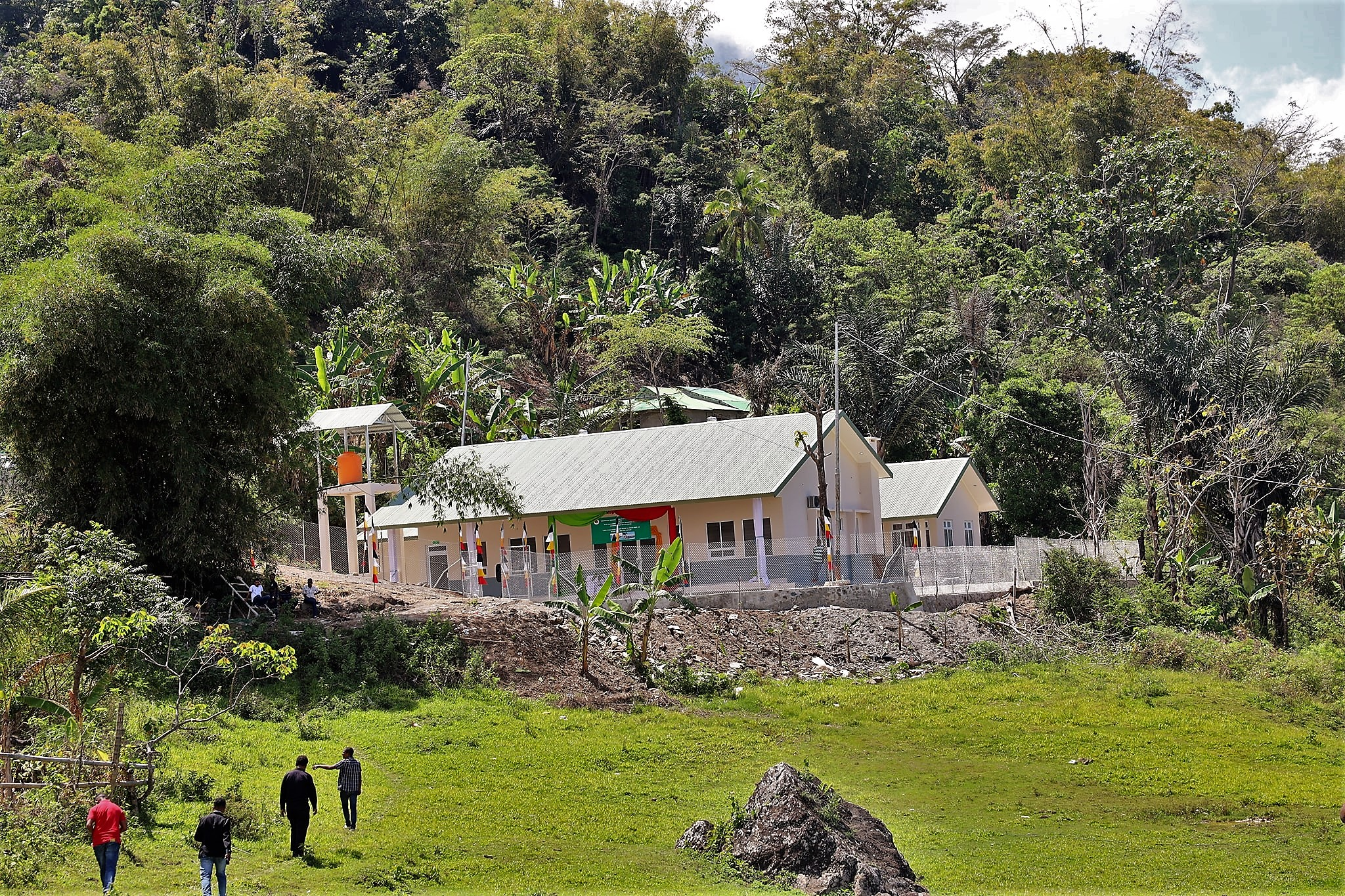
Die Gesundheitsstation von Bualale (2022)

Der Suco liegt im Südwesten des Verwaltungsamts Quelicai. Nördlich liegen die Sucos Macalaco, Letemumo und Lacoliu, östlich der Suco Abo und südlich die Sucos Laisorolai de Cima, Laisorolai de Baixo und Lelalai. Im Nordwesten grenzt Bualale an das Verwaltungsamt Baucau mit seinem Suco Uailili, westlich reicht Bualale an das zur Gemeinde Viqueque gehörende Verwaltungsamt Ossu mit seinem Suco Uaibobo. Im Grenzgebiet zu Macalaco entspringt der Acanau, der auch seinem Weg entlang der Grenze seinen Namen in Saluhada ändert. Die Grenze zu Lelalai und Uaibobo bildet der Cassaquiar. An der Grenze zu Uailili treffen Saluhada und Cassaquiar aufeinander. Sie sind Quellflüsse des Seiçals. An der Nordostgrenze zu Lacoliu liegt der Matebian, der mit 2316 m Höhe höchste Berg der Gemeinde Baucau.
Bualale hat eine Fläche von 33,02 km² und teilt sich in die zwei Aldeias Lialura und Osso-Messa.
Die größeren Orte des Sucos liegen im Westen des Sucos. Der Ort Bualale liegt im Südwesten des Sucos auf einer Meereshöhe von 896 m und reicht über die Grenze hinaus in den Suco Laisorolai de Baixo. Hier befindet sich die Grundschule Escola Primaria Catolica Bualale. Nah dem Zentrum liegt das Dorf Eduquele, südwestlich davon liegt Ruta. Von Letemumo aus reicht der Ort Lacudala im Nordosten nach Bualale hinein. Südlich davon liegen die Dörfer Saraida, Lialura und schließlich Bualale. Grundschulen gibt es in Bualale, Lialura und Saraida.

## Einwohner
In Bualale leben 498 Einwohner (2022), davon sind 235 Männer und 263 Frauen. Im Suco gibt es 133 Haushalte. Etwa 95 % der Einwohner geben Makasae als ihre Muttersprache an. Etwa 5 % sprechen Tetum Prasa.

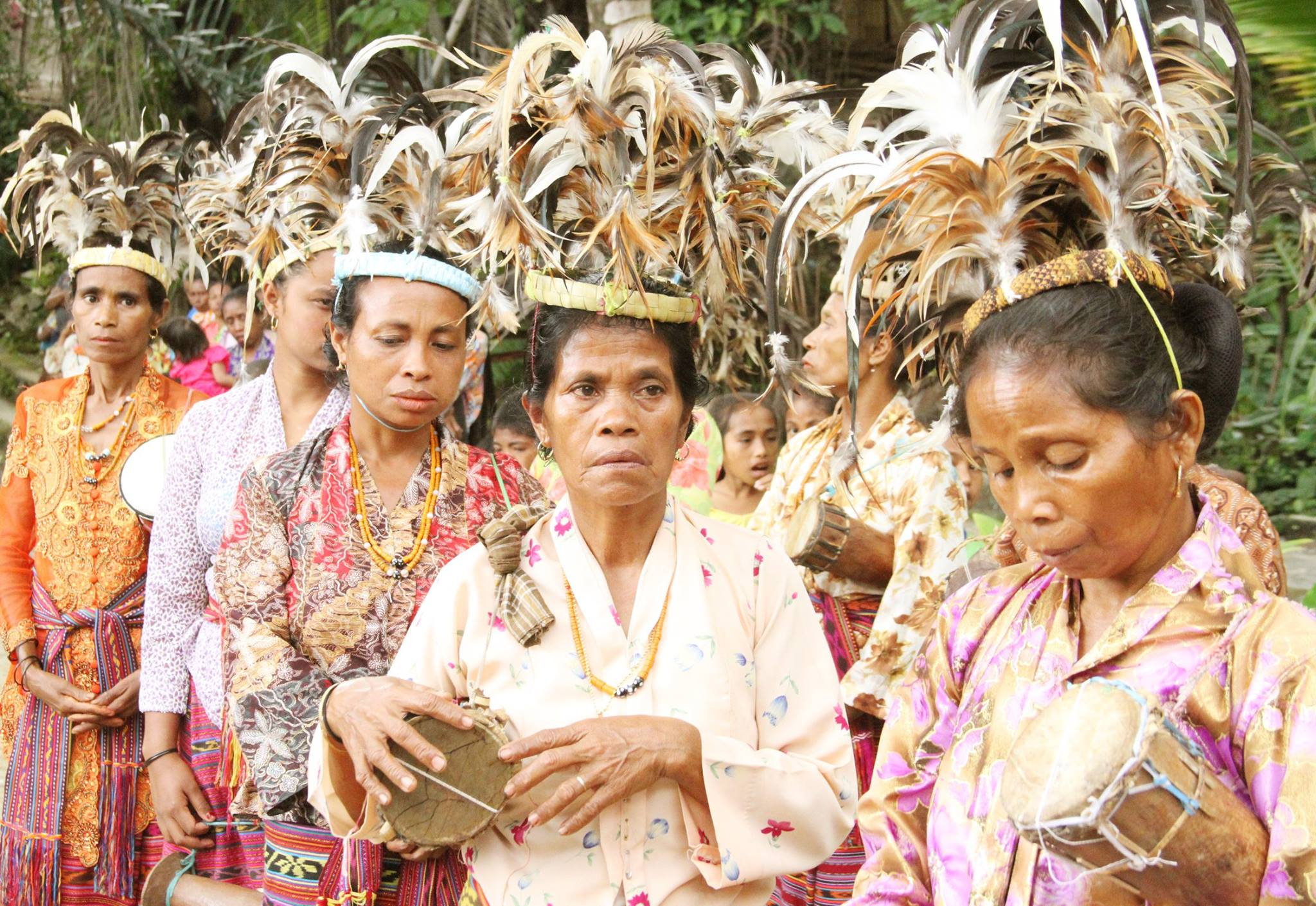
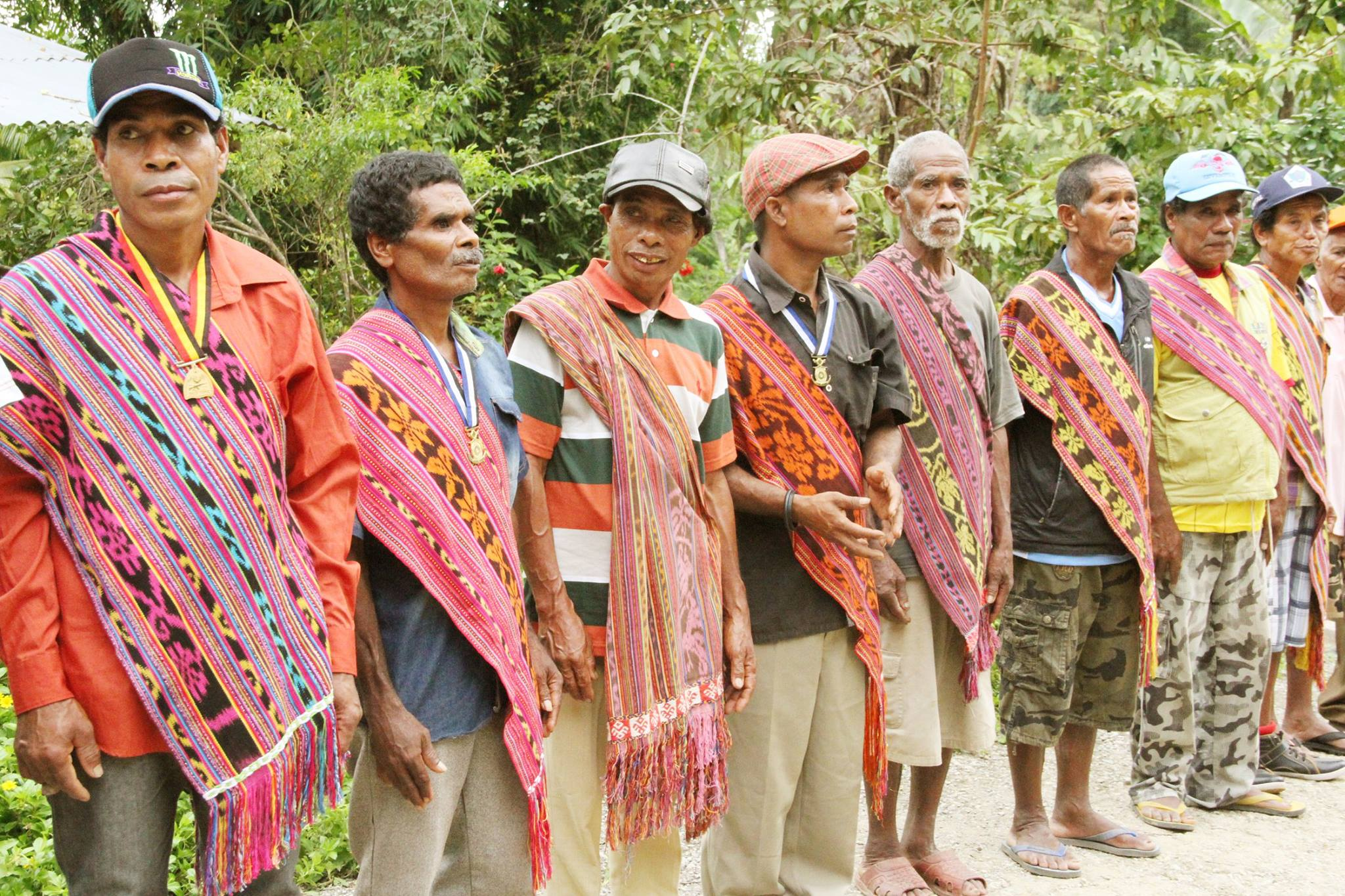
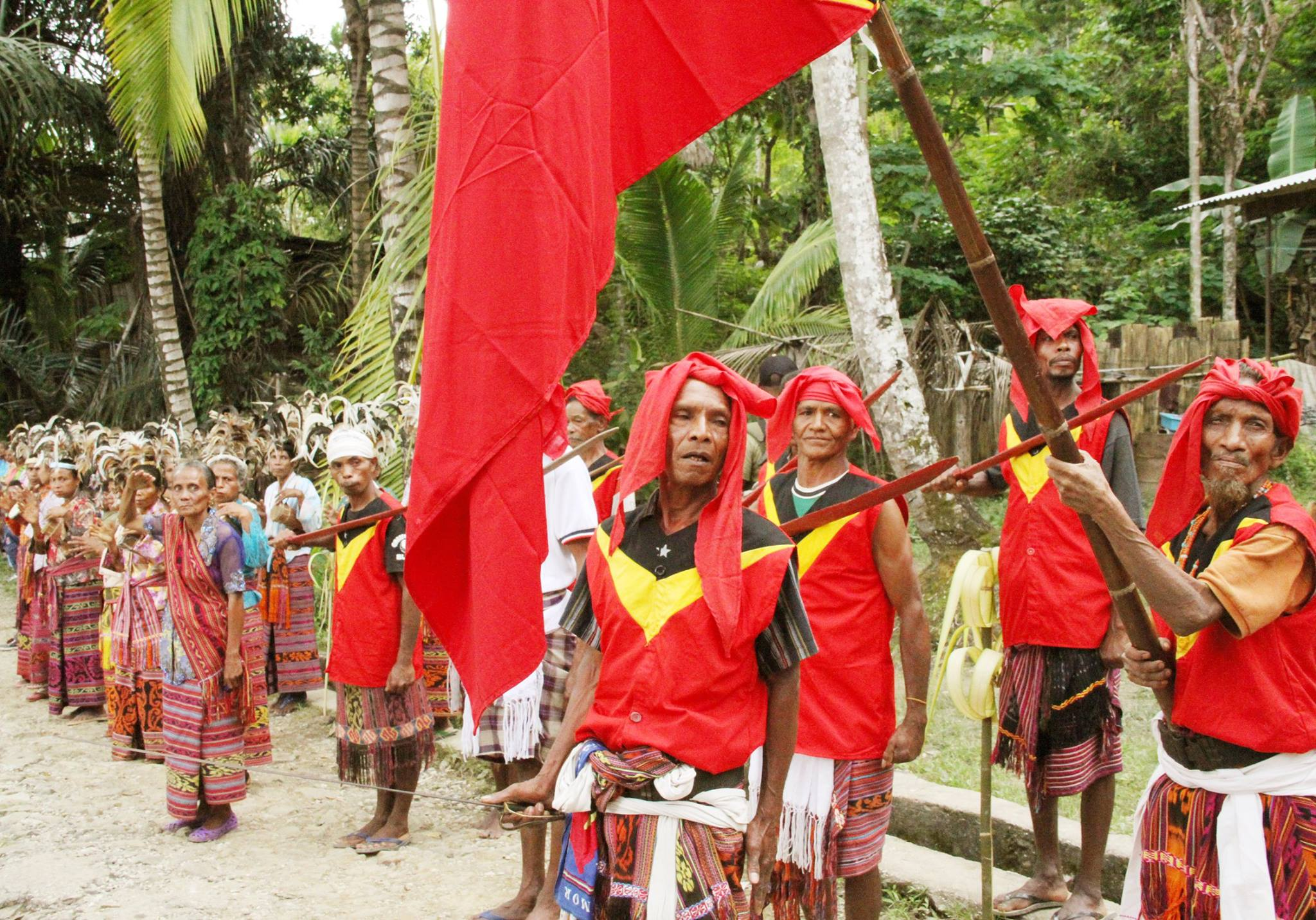
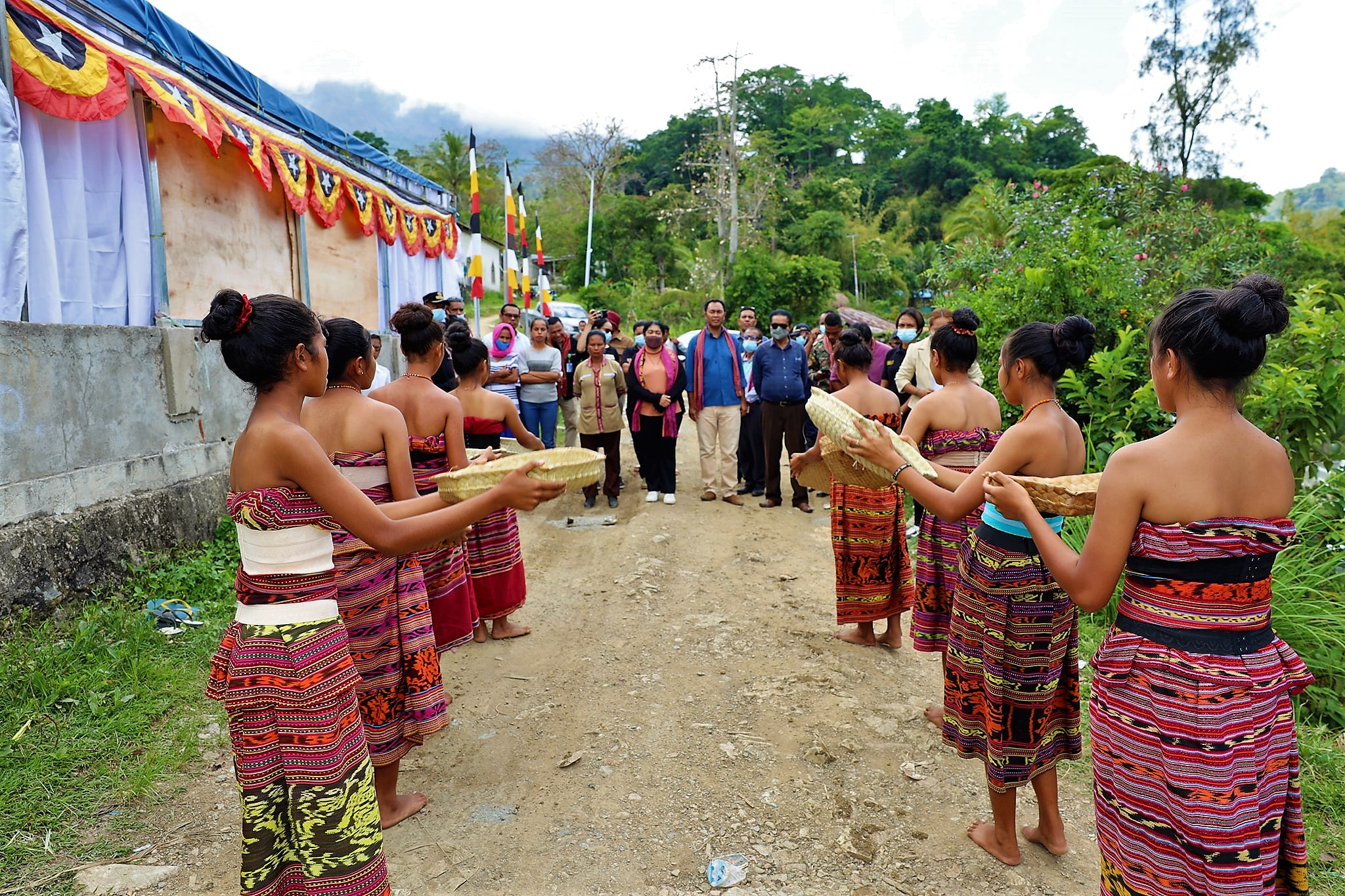

## Geschichte

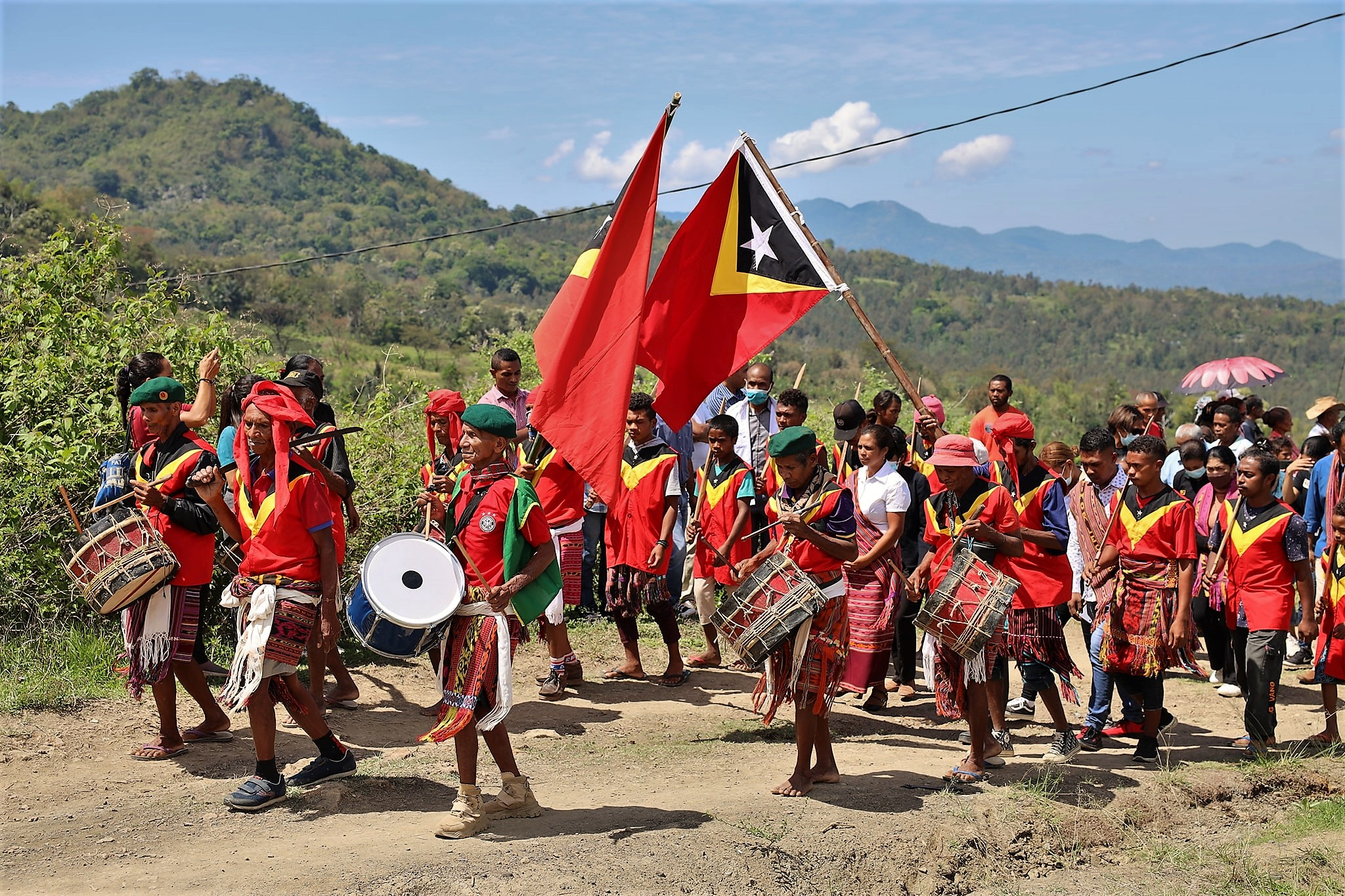
Moradores von Bualale

Zwischen 1979 und 1981 wurden Einwohner aus Bualale durch die indonesischen Besatzer über das Lager in Quelicai in eine neue Siedlung namens Mulia in Laga zwangsumgesiedelt. Man befürchtete, die Dörfer, die nah an den Wäldern lagen, könnten die FALINTIL unterstützen. Bualale war das Heimatdorf von David Alex, dem Kommandanten der 2. Kompanie der Roten Brigaden der FALINTIL. Die alten Wohnhäuser wurden nach der Räumung niedergebrannt, Felder zerstört und das Vieh getötet. Mehrere Bewohner wurden verletzt. Unter schwerer Bewachung wurden die Einwohner auf Lastwagen nach Mulia gebracht.
1981 wurden 20 Bewohner Bualales verdächtigt, dem Widerstand anzugehören. Sie wurden ein Jahr gefangen gehalten. Dabei mussten sie Zwangsarbeit leisten. Fünf Familien, die Kontakte zu der FALINTIL gehabt haben sollen, wurden auf die Insel Atauro gebracht. Eine Frau aus Lialura starb dort an Hunger. Drei anderen Familien drohte ebenfalls die Zwangsumsiedelung.
1982 durften Einwohner aus Quelicai nach Bualale zurückkehren, da sie in Quelicai Hunger litten. Hier konnten sie keine Gärten zur Selbstversorgung anlegen. Zudem versprachen sich die Indonesier durch die Rückführung der Bevölkerung eine Stabilisierung der Region. Ein neuer, pro-indonesischer Chefe de Suco wurde von den Indonesiern eingesetzt. Zwar bestätigen indonesische Unterlagen aus der Zeit, dass Bualale in Fragen von Sicherheit und Entwicklung gut mit den Indonesiern zusammenarbeitete, trotzdem glaubten die Besatzer, dass von Bualale aus ein Widerstandsnetz operierte. Verschiedene zivile Sicherheitskräfte der Indonesier wurden hier stationiert. Ein Mann aus Lialura wurde zu Tode gefoltert.

## Politik
Bei den Wahlen von 2004/2005 wurde Francisco Freitas zum Chefe de Suco gewählt. Bei den Wahlen 2009 gewann Salustiano Freitas und 2016 Gabriela Belo da Conceição. Conceição wurde 2023 wiedergewählt.
2023 wurden zum Chefe de Aldeias gewählt: Agapito Boavida (Lialura) und Aniceto Freitas da Conceição (Osso-Messa).

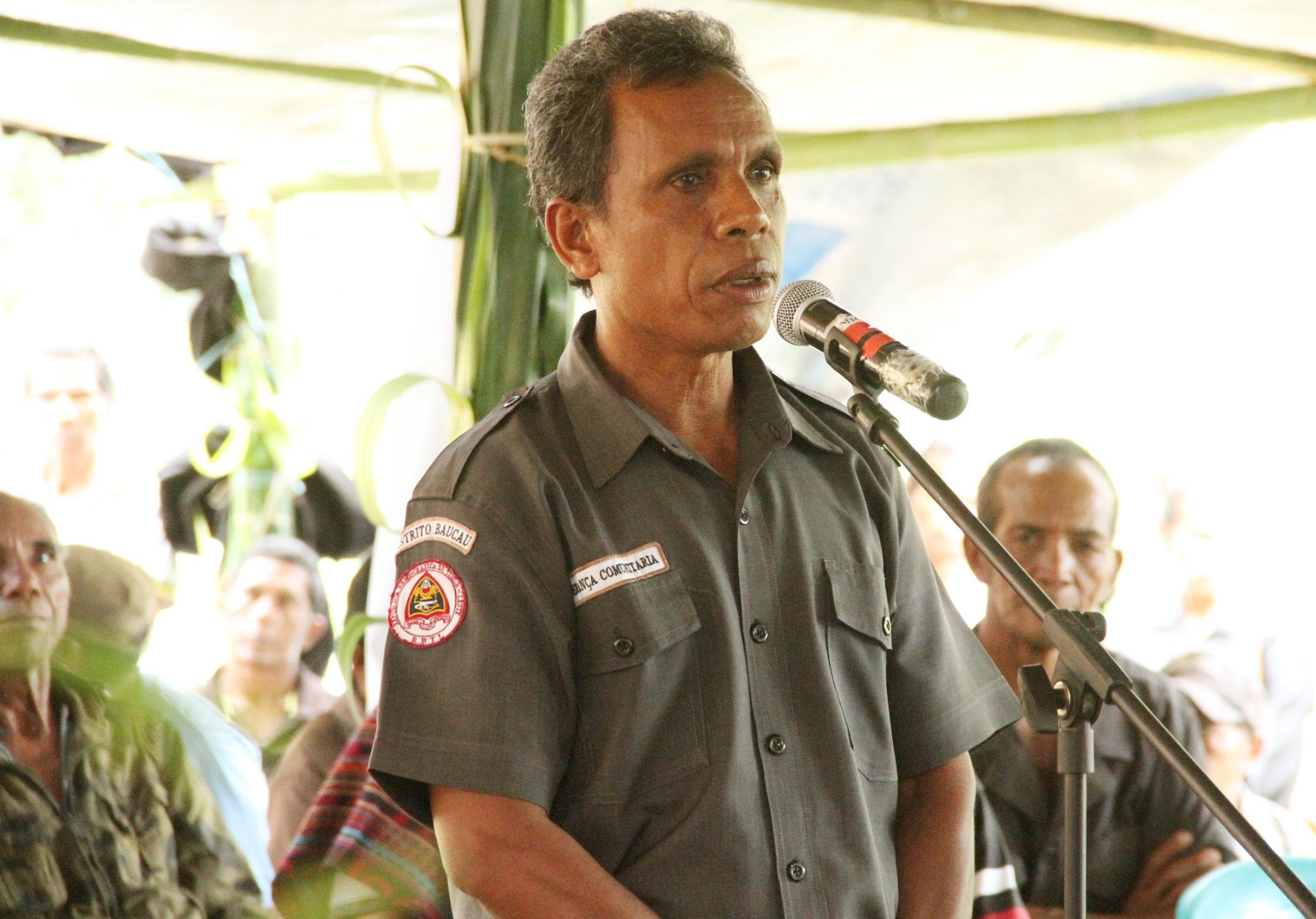
Salustiano Freitas (2016)
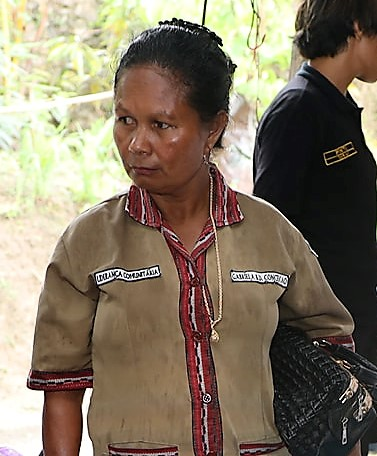
Gabriela da Conceição (2022)

## Persönlichkeiten
- Francisco Freitas (* 1933 in Osso-Messa; † 2019), Unabhängigkeitsaktivist
- Antónia Freitas (* 1957), Unabhängigkeitsaktivistin